# エウピーリオ
エウピーリオ（伊: Eupilio）は、イタリア共和国ロンバルディア州コモ県にある、人口約2,600人の基礎自治体（コムーネ）。

## 地理

### 位置・広がり
コモ県南東部のコムーネ。レッコから西南西へ11km、県都コモから東へ14km、州都ミラノから北へ40kmの距離にある。東はレッコ県に接する。

#### 隣接コムーネ
隣接するコムーネは以下の通り。括弧内のLCはレッコ県所属を示す。
- ボジージオ・パリーニ (LC)
- カンツォ
- チェザーナ・ブリアンツァ (LC)
- エルバ (ロンバルディア州)
- ロンゴーネ・アル・セグリーノ
- メローネ
- プジアーノ
- ロージェノ (LC)

### 地震分類
イタリアの地震リスク階級 (it) では、4 に分類される
。

## 行政

### 山岳部共同体
広域行政組織である山岳部共同体「トリアンゴロ・ラリアーノ山岳部共同体」 (it:Comunità montana del Triangolo Lariano) （事務所所在地: カンツォ）を構成するコムーネの一つである。

### 分離集落
エウピーリオには、以下の分離集落（フラツィオーネ）がある。
- Carella, Corneno, Galliano, Mariaga, Penzano